# شويفينيرغ
شويفينيرغ (بالإنجليزية: Chöpfenberg)‏ هو أحد جبال سلسلة جبال الألب غلاروس ويقع في كانتون غلاروس/كانتون شفيتس في سويسرا. يحتل المرتبة رقم 395 في قائمة جبال سويسرا من حيث الارتفاع، إذ يبلغ ارتفاعه حوالي 1896 متر، بينما يبلغ ارتفاع نتوء الجبل 465 متر.